# Saint-Menge
Saint-Menge là một xã thuộc tỉnh Vosges trong vùng Grand Est miền đông bắc nước Pháp.

## Heraldry
| Arms of Saint-Menge | The arms of Saint-Menge are blazoned: Bản mẫu:SharedArms |